# Woodwrae Stone
Der Woodwrae Stone (auch Woodwray Stone) ist ein Piktischer Symbolstein der Class II (8. oder 9. Jahrhundert), der 1819 gefunden wurde, als die Fundamente der alten Burg in Woodwrae, in Angus, in Schottland, abgeräumt wurden. Er war als Bodenplatte in der Schlossküche verwendet worden. Er kam in die Sammlung von Sir Walter Scott  (1771–1832) im Abbotsford House und steht seit 1924 im Museum of Scotland in Edinburgh.
Der Stein ist eine Cross-Slab mit einer Höhe von 1,75 Metern und einer Breite von 1,02 Metern, die sich nach oben auf 0,84 Meter verjüngt und eine Dicke von 12,5 Zentimetern aufweist. Die Platte ist auf beiden Seiten reliefartig geschnitzt und fällt, da sie mit piktischen Symbolen versehen ist, laut Klassifizierungssystem von John Romilly Allen und Joseph Anderson in die Steinklasse II.
Die Vorderseite trug früher ein Kreuz, das absichtlich gelöscht wurde, wobei die mit Flecht- und Knotenwerk verzierten Ränder erhalten bleiben. Intakt blieben auch die fantastischen Kreaturen in den vier Quadranten, die das Kreuz umgeben, einschließlich eines Tieres mit menschlichen Beinen im Maul, ein Merkmal, das auch auf anderen piktentypischen Kreuzplatten, einschließlich des Dunfallandy Stone, sowie auf irischen Hochkreuzen vorkommt.
Die in drei Abschnitte unterteilte Rückseite mit piktischen Symbolen hat erhebliche Deformationen erlitten. Der obere Teil zeigt einen Reiter, ein Doppelscheibe und ein weiteres gestörtes Symbol. Die unteren beiden Drittel zeigen einen zweiten Reiter und anderer Tiere, einschließlich eines Stieres.
Die räumliche Nähe von Woodwrae Castle und die Affinität mit den Platten in Aberlemno ist seit langem bekannt und es wird vermutet, dass der Stein dort seinen Ursprung hat. Der Historiker Ross Trench-Jellicoe postulierte aufgrund der Ähnlichkeit in Design und Ausführung eine von Iona stammende „Aberlemno School of Pictish Sculpture“. Zu den Steinen in seiner Aberlemno-Schule gehören Aberlemno 2 (der Kirkyard-Stein), Aberlemno 3, Kirriemuir 1, Menmuir 1 und Monifieth 2. Dieser Liste hat Lloyd Laing die Steine von Eassie, Rossie Priory sowie die Steine Glamis 1 und Glamis 2 hinzugefügt.